# Sirk (Slovaquie)
Pour les articles homonymes, voir Sirk.
Sirk (hongrois : Szirk) est un village de Slovaquie situé dans la région de Banská Bystrica.

## Histoire
La première mention écrite du village date de 1421.

## Démographie

### Évolution de la population
| Année:               | 1994. | 2004.   | 2014.    | 2024.    |
| -------------------- | ----- | ------- | -------- | -------- |
| Nombre de personnes: | 976   | 1044    | 1173     | 1380     |
| Différence:          |       | +6,96 % | +12,35 % | +17,64 % |

| Année:               | 2023. | 2024.   |
| -------------------- | ----- | ------- |
| Nombre de personnes: | 1369  | 1380    |
| Différence:          |       | +0,80 % |